# Charles de Montalembert
Charles Forbes René de Montalembert, conte di Montalembert (Londra, 15 aprile 1810 – Parigi, 13 marzo 1870), è stato un nobile, politico, giornalista, storico e filosofo francese.
Pari di Francia dal 1831, parlamentare della Seconda Repubblica nata dalla Rivoluzione del 1848, membro del Corpo legislativo del Secondo Impero, fu liberale e monarchico costituzionale. Teorico del cattolicesimo liberale, difese la libertà di stampa e d'associazione e il diritto dei popoli all'autodeterminazione e all'indipendenza.

## Biografia

### La giovinezza
La famiglia de Montalembert, originaria dell'Angoumois, l'antica provincia della Charente, faceva risalire la propria genealogia almeno al XIII secolo, nella quale si rese illustre, nel XVII secolo, un Marc-René de Montalembert, generale e ingegnere, prozio di Charles.
Durante la Rivoluzione francese, il padre di Charles, Marc-René de Montalembert, andò in esilio nel 1792 e combatté al fianco degli altri realisti emigrati e poi anche nella cavalleria inglese. Nel 1808 sposò Elise Rosée Forbes, figlia di James, esploratore delle Indie, scienziato e artista, originario di un'antica famiglia protestante scozzese. Il 15 aprile 1810 nasce a Londra il primogenito Charles, che viene allevato dal nonno materno fino al 1819 in Inghilterra, a Stanmore.
Con la caduta di Napoleone nel 1814 il conte de Montalembert rientra in Francia con Luigi XVIII. Nel 1816 è ambasciatore a Stoccarda e, dal 1820, siede nella Camera dei Pari a Parigi. Il figlio studia a Parigi nel Liceo Borbone, ora Condorcet, poi, dal 1826, all'Istituzione Sainte-Barbe, ora Liceo Jacques Decour. Studente serio e precoce, Charles sviluppa in sé convinzioni liberali e, insieme, con la conversione della madre al cattolicesimo nel 1822, una forte fede religiosa.
Ebbe presto importanti relazioni intellettuali e mondane: frequentò il salotto di Madame de Davidoff e di Delphine Gay de Girardin, assistette ai corsi di filosofia di Victor Cousin, che diviene suo amico, come il professore di storia François Rio. Ma gli amici più intimi sono Léon Cornudet, futuro consigliere di Stato, e Gustave Lemarcis, che incontra nel settembre 1827 nel castello di La Roche-Guyon, dove soggiornava con l'abate, duca Louis François Auguste de Rohan-Chabot.

### Romanticismo, cattolicesimo e liberalismo
Come tutti i giovani della sua generazione, Montalembert fu influenzato dalle idee romantiche, l'anelito all'infinito e al sublime, dallo spirito del genio e del sacrificio. A quindici anni prese la decisione di servire insieme Dio e la libertà della Francia:
«Vivendo per la nostra patria, avremo obbedito alla voce di Dio che ci ordina di amarci l'un l'altro; e come potremmo amare meglio i nostri concittadini nel dedicare a loro la nostra vita? Noi avremo così vissuto per quanto ci è di più bello e più grande nel mondo, la religione e la libertà»
Conclusi gli studi liceali il 2 agosto 1828 e vinto un premio in retorica, partì il 26 agosto per raggiungere i genitori in Svezia, a Stoccolma dove, l'anno prima, il padre era stato nominato ambasciatore di Francia. Il giovane visconte ammira la città e le istituzioni politiche svedesi, ma non il re Carlo XIV, a motivo delle sue origini plebee. Deluso dalla lettura di Kant, del quale traduce per Cousin la Critica della ragione pratica, scopre con entusiasmo le opere degli idealisti e mistici tedeschi, Schelling e Baader in particolare, che lo spingono ad allontanarsi a poco a poco dall'eclettismo di Victor Cousin.
Ritornato a Parigi nel 1829, studia diritto e scrive articoli sulla Svezia nella Revue française, diretta da Guizot, Victor de Broglie e Prosper Brugière de Barante, collaborando anche al Correspondant, foglio fondato nel marzo da Louis de Carné, Cazalès et Augustin de Meaux. In letteratura, Montalembert appoggia la giovane scuola romantica contro i «vecchi classicisti incrostati». La madre, contessa de Montalembert, riceve spesso Lamartine, Martignac, Delphine Gay; Charles ammira Vigny, Sainte-Beuve e, soprattutto, Victor Hugo, del quale porta in palmo di mani l'Hernani, che giudica manifestazione di libertà teatrale: frequenta il poeta che gli fa scoprire l'architettura religiosa del Medioevo intanto che prepara la stesura del romanzo Notre-Dame de Paris.

### L'impegno politico

#### L'esempio irlandese
Il 25 luglio 1830, Charles de Montalembert parte per l'Inghilterra ed è a Londra durante la Rivoluzione di luglio scoppiata a Parigi contro Carlo X, alla cui estromissione è favorevole, considerandolo responsabile di aver violato la Carta costituzionale del 1815, ma riprova quelli che giudica eccessi antireligiosi dei liberali.
Partito per l'Irlanda, vi incontra Daniel O'Connell, fondatore della Catholic Association, il quale ha ottenuto nel 1829 l'emancipazione politica dei cattolici irlandesi e che personifica, agli occhi di Montalembert la liberta e la fede trionfanti, una vittoria oltre tutto pacifica e fondata sul diritto e non sulla violenza. Montalembert ammira anche la Chiesa cattolica irlandese, «libera e povera come nella sua culla», che si mantiene con il solo sostegno economico dei fedeli e il governo non s'intromette nell'elezione dei vescovi, una situazione del tutto diversa da quella della Chiesa francese, regolata dal Concordato del 1801, tradizionalmente unita al governo della Restaurazione, essa è esposta agli attacchi dell'opposizione liberale.

#### L'Avenire i primi passi del cattolicesimo liberale

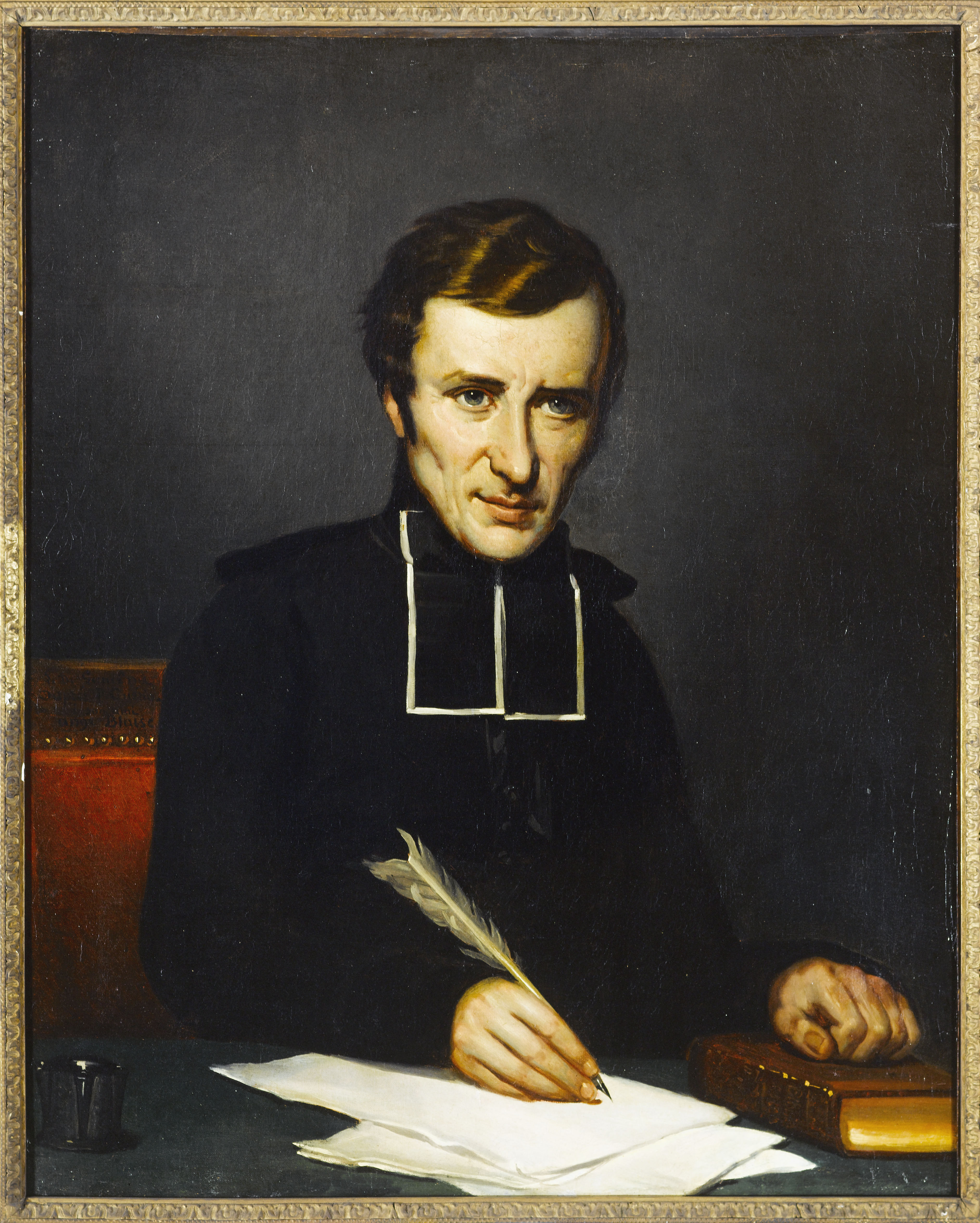
Felicité Robert de Lamennais

Montalembert attendeva fin dall'adolescenza di impegnarsi nella difesa della libertà civile e dell'autonomia della Chiesa cattolica francese e si era a lungo sentito solo in questo impegno: in contrasto con le idee reazionarie di pressoché tutti gli aristocratici cattolici, scrive nel 1827: «A nome di una religione che ha introdotto la vera libertà nel mondo, mi si predica l'arbitrio e l'ancien régime [...] Ma oggi non dispero di trovare uomini che come voi e me prendano ad esempio della loro condotta Dio e la libertà»
Al termine della Rivoluzione, l'incontro con Lamennais gli fornì finalmente l'occasione d'impegnarsi nella difesa delle sue idee e di sviluppare nel giornale L'Avenir le tesi che saranno alla base del cattolicesimo liberale, unendo la dottrina controrivoluzionaria di Joseph de Maistre e il pensiero liberale sortito dalla Rivoluzione del 1789.
Lanciato nell'ottobre 1830 da Lamennais, in un contesto politico anticlericale, il nuovo giornale sposa ultramontanismo - ossia la difesa del potere assoluto del papa in materia religiosa - e liberalismo - ossia la difesa della libertà di coscienza e di espressione, aspirazioni democratiche e cattolicesimo. Il primo redattore è Lamennais, sostenuto dagli abati Gerbet e Lacordaire, il quale diventa uno degli amici più intimi di Montalembert. Il 7 dicembre 1830 i redattori riassumono le loro rivendicazioni: chiedono libertà di coscienza, separazione tra Stato e Chiesa, libertà d'insegnamento, di stampa, d'associazione, decentramento amministrativo ed estensione del diritto elettorale.

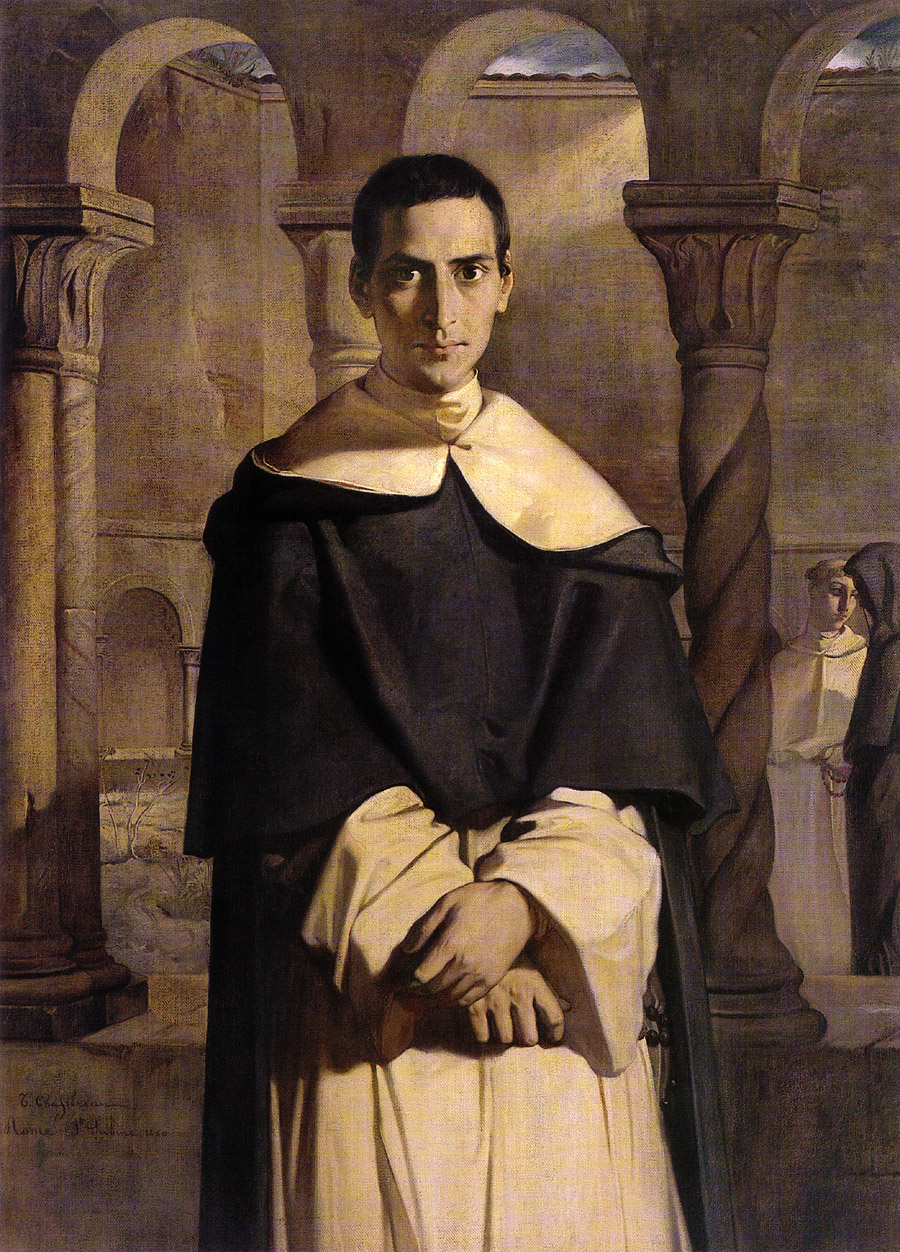
Henri Lacordaire

I contributi di Montalembert ne L'Avenir concernono principalmente la libertà d'insegnamento e la difesa dei diritti dei popoli oppressi. Egli sostiene l'emancipazione delle nazionalità europee, nel nome del diritto degli individui e delle comunità di disporre di se stesse. Sedotto dall'esempio delle lotte in Irlanda, Belgio e Polonia, dove la Chiesa cattolica gioca una parte preponderante nella lotta per la libertà delle nazioni, egli vagheggia, come Lamennais, di stabilire una sovranità spirituale del papa su tutti i popoli cristiani europei, uniti e liberi. Per questo motivo sostenne eloquentemente l'Irlanda cattolica di Daniel O'Connell e il Belgio insorto il 15 agosto 1830 contro gli Olandesi, i quali lo governavano a seguito delle decisioni del Congresso di Vienna del 1814.
Ma i suoi accenti più drammatici sono dedicati alla Polonia, che si rivolta nel novembre 1830. Il 2 dicembre 1830, i Russi sono cacciati da Varsavia. Montalembert pensa di partire e combattere a fianco della «fiera e generosa Polonia, così calunniata, oppressa e cara a ogni cuore libero e cattolico» L'Avenir si appella senza successo al governo francese perché sostenga i polacchi insorti. Quando l'insurrezione è schiacciata il 12 settembre 1831, Montalembert scrive ne L'Avenir: «Cattolici! La Polonia è vinta. Inginocchiamoci intorno a questo popolo tradito: esso è stato grande e infelice»
D'altra parte, allo scopo di difendere la libertà d'insegnamento, fuori dal monopolio dell'Università napoleonica e conformemente alla Costituzione del 1830, i giornalisti del quotidiano fondano nel dicembre 1830 l'Agence générale pour la défense de la liberté religieuse, e aprono, il 9 maggio 1831, una scuola libera in rue des Beaux-Arts, a Parigi e, con Lacordaire e l'economista Charles de Coux, Montalembert s'improvvisa maestro di scuola. Dopo un processo tenuto alla Camera dei Pari che si conclude con la condanna dell'iniziativa e la chiusura della scuola, L'Avenir è sospeso dagli stessi fondatori il 15 novembre 1831. Contro l'opposizione dei vescovi francesi, tradizionalmente gallicani, essi decidono di appellarsi al giudizio di papa Gregorio XVI.

#### La chiusura deL'Avenire la rottura con Lamennais
Il 30 dicembre 1831 Lacordaire, Lamennais e Montalembert, i «pellegrini della libertà», si recano a Roma. Durante il viaggio, presero contatto a Firenze con cattolici progressisti, come Gino Capponi, Raffaele Lambruschini e Niccolò Tommaseo; inizialmente fiduciosi, restano profondamente delusi dall'accoglienza ricevuta a Roma: il 15 agosto 1832 il papa, senza nominarli, condanna le loro idee liberali con l'enciclica Mirari Vos; essi si sottomettono e chiudono il giornale.
Dopo l'iniziale sottomissione, Lamennais proseguì in breve una strada che lo portò su posizioni democratico-socialiste, con la pubblicazione, nel 1834, delle sue Paroles d'un croyant, ancora condannate dal papa. Né Lacordaire né l'aristocratico Montalembert erano in grado di seguirlo su una strada tanto avanzata, che infatti lo portò fuori dal movimento cattolico: invece Montalembert arriva a scrivere nel 1835 una Histoire de sainte Élisabeth, un libro che dà del Medioevo un'immagine del tutto falsa, romantica e idealizzata, cercando di rinnovare il genere dell'agiografia: è un successo editoriale che si prolungherà per tutto l'Ottocento.
Dopo la pubblicazione del libro, sedotto anche dalla vita monastica che si conduceva nell'abbazia di Saint-Pierre a Solesmes e spinto da Lacordaire e da Prosper Guéranger, Montalembert era in dubbio se fare la scelta della vita monastica quando incontrò la diciottenne Marie-Anne de Mérode, figlia del conte Félix de Mérode, eroe dell'indipendenza del Belgio e consigliere di re Leopoldo, e di Rosalie de Grammont, cognata del marchese di La Fayette e il cui padre, marchese di Grammont, era stato uno dei principali finanziatori de L'Avenir. Sono sposati poche settimane dopo, il 16 agosto 1836, dall'abate Gerbet, a Trélon, nel castello della famiglia de Mérode nell'Hainaut.
Partiti in viaggio di nozze, si recano in Germania e in Italia dove, dopo essere stati accolti da Manzoni a Milano, proseguono per Roma. Qui Montalembert, ricevuto più volte da papa Gregorio XVI, protesta la sua fedeltà alla Chiesa, rinnega completamente Lamennais e i suoi Affaires de Rome, critica il gallicano arcivescovo di Parigi Hyacinthe-Louis de Quélen e supplica il papa di perdonare i suoi amici, l'abate Gerbet e Lacordaire.

### La carriera parlamentare
Nel 1837 Montalembert inizia la sua carriera parlamentare: pur non apprezzando la Monarchia di Luglio, che giudica un regime individualista, borghese e materialista, contrastante con i suoi ideali di coesione nazionale e sociale sotto l'egida religiosa, egli decide tuttavia di sostenerla nei lavori parlamentari, difendendo i principi dell'indipendenza nazionale e della libertà religiosa, battendosi per il ristabilimento delle congregazioni religiose nel diritto francese e per la libertà d'insegnamento da garantire anche alle scuole cattoliche, contro il monopolio della scuola pubblica.
Sostenne così in Spagna i partigiani della regina Isabella, favorevoli alla monarchia costituzionale, e difese la causa dell'indipendenza polacca. Dopo aver salutato l'indipendenza del Belgio nel 1830, nel 1838, in occasione della crisi diplomatica delle province del Lussemburgo e del Limbourg, tentò invano, insieme col suocero Félix de Mérode, di convincere Luigi Filippo di Francia e il ministro Molé, di sostenere le pretese territoriali belghe contro i Paesi Bassi.

#### La costituzione del Partito cattolico
L'essenziale dell'azione politica di Montalembert, fra gli anni 1837-1850, fu il progetto di costituzione di un Partito cattolico, che unisse tutti i cattolici francesi, appoggiato dai vescovi, nella difesa degli interessi della Chiesa.
L'azione da portare avanti era di grande difficoltà, data la divisione fra i cattolici francesi: una parte - quella degli gallicani - è fedele al regime caduto nel 1830 e considera re Luigi Filippo un usurpatore. Alla loro testa è l'arcivescovo di Parigi de Quélen, appoggiato da Dupanloup.

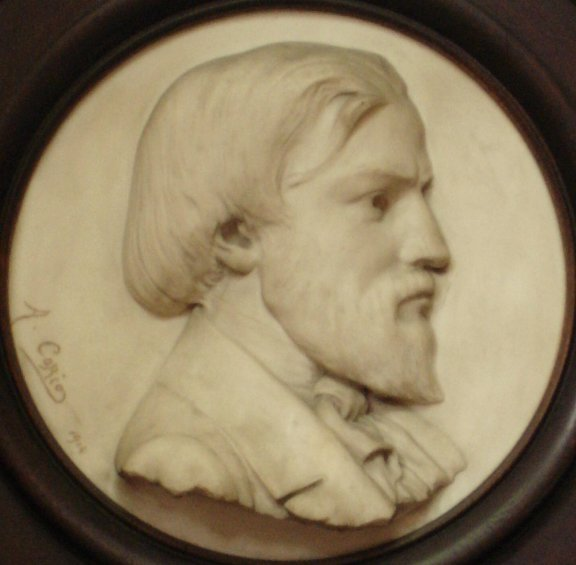
Frédéric Ozanam, medaglione nella chiesa di Saint-Étienne-du-Mont a Parigi

L'altra fazione vede insieme i cattolici liberali moderati e gli ultramontani, questi ultimi sostenuti dal papa, raccogliendo una parte della nuova generazione dei cattolici, sotto la direzione di Lacordaire, di Ozanam e di Montalembert stesso. Questi cattolici cercano di riconciliare, ciascuno a loro modo, la religione con la società francese post-rivoluzionaria, e di staccare il cattolicesimo francese dalle tradizioni legittimiste e gallicane: mentre Ozanam cerca di avvicinare le classi popolari alla Chiesa, Lacordaire predica la libertà alla cattedrale di Notre-Dame e Montalembert difende le libertà religiose con l'azione parlamentare. A questo scopo, acquista nel 1836 il giornale L'Univers, fondato dall'abate Jacques Paul Migne, per farne un organo di lotta al servizio della Chiesa.
Cercò altresì di far rimpiazzare la vecchia generazione di vescovi legittimisti con personalità conquistate alle sue idee: così, appoggiò presso il re diverse nomine significative, come quelle di Louis-Jacques-Maurice de Bonald a Lione, di Marie-Dominique-Auguste Sibour a Digne, di Denis-Auguste Affre a Parigi e di Thomas Gousset a Reims.
Montalembert sostenne anche il riconoscimento degli Ordini religiosi, soppressi al tempo della Rivoluzione e rifondati ora, i benedettini da Prosper Guéranger e i domenicani dall'amico Henri Lacordaire.
Nel 1848 assistette alla caduta di Luigi Filippo, del quale fu sempre nemico. Entrò nell'Académie française il 9 gennaio 1851, succedendo a François-Xavier-Joseph Droz. Ebbe un seggio nella Camera dei deputati e poi nel Corpo legislativo dell'Impero fino al 1857, quando fu costretto a ritirarsi a vita privata, essendo considerato un avversario di Napoleone III. Fu in contrasto con gli oltremontanisti de L'Univers, ai quali rispose resuscitando nel 1855 la rivista Le Correspondant, combattendo sia i sostenitori più accesi di Pio IX che i liberali progressisti della Revue des deux Mondes.
Progettò un vasto lavoro sulla storia del monachesimo occidentale, iniziando con uno studio su Bernardo di Chiaravalle ma poi ridusse in gran parte il suo disegno e nel 1860 pubblicò cinque volumi dei suoi Moines d'occident (Monaci d'occidente), opera meritevole più per il decoro della lingua che per la scienza. L'opera complessiva rimase interrotta alla sua morte e fu completata in seguito (1877) raccogliendo i frammenti e gli appunti lasciati dall'autore.
Alla fine della sua vita, quando si preparava l'emanazione del dogma dell'infallibilità papale nel Concilio Vaticano I, si tenne in contatto con il cognato Francesco Saverio de Mérode, che giudicava inopportuna la proclamazione del dogma: anche Montalembert avrebbe voluto opporsi a un tale strappo delle più elementari concezioni liberali e razionali della vita religiosa ma, come suo costume, non ebbe il coraggio di prendere una posizione polemica contro il papato e morì prima che tale dogma fosse proclamato.
Montalembert fu un oratore eloquente, con uno stile immaginoso, vivo e ricercato. Appassionato del Medioevo, resuscitò l'agiografia religiosa con la sua Vie de sainte Élisabeth de Hongrie, nella quale si mescola il manifesto religioso, la leggenda e la storia. Ritenne di essere un liberale sincero, per quanto moderato.

## Opere
- Défense de l'école libre devant la Chambre des Pairs, 1831
- Histoire de sainte Élisabeth, reine de Hongrie, 1836
- Monuments de l'histoire de sainte Élisabeth, 1838
- Du vandalisme et du catholicisme dans l'art, 1839
- Du devoir des catholiques dans la question de la liberté d'enseignement, 1843
- Trois discours sur la liberté de l'Église, 1844
- Quelques conseils aux catholiques, 1849
- Des intérêts catholiques au XIXe siècle, 1852
- De l'avenir politique de l'Angleterre, 1855
- Un débat sur l'Inde au Parlement anglais, 1858
- Pie IX et lord Palmeston, 1859
- Discours, 3 voll., 1860
- Les Moines d'Occident, depuis saint Benoît jusqu'à saint Bernard, 7 voll., 1860
- Pie IX et la France, 1860
- Lettre à M. le comte de Cavour, 1860
- Une nation en deuil, la Pologne en 1861, 1861
- Le père Lacordaire, 1862
- L'Église libre dans l'État libre. L'insurrection polonaise, 1863
- Le Pape et la Pologne, 1864
- Le général Lamoricière. La victoire du Nord aux États-Unis, 1865
- L'Espagne et la Liberté, 1870
- Lettres à un ami de collège, 1872